# Hemliga vägar
Hemliga vägar (eng. The Secret Ways) är en amerikansk långfilm från 1961 i regi av Phil Karlson och Richard Widmark, med Richard Widmark, Sonja Ziemann, Charles Regnier och Walter Rilla i rollerna. Filmen bygger på boken med samma namn av Alistair McLean

## Handling
Amerikanska äventyraren Michael Reynolds (Richard Widmark) anlitas för att smuggla ut forskaren och motståndsledaren Professor Jansci (Walter Rilla) ur kommuniststyrda Ungern. Reynolds åker till Wien för att besöka professorns dotter Julia (Sonja Ziemann) och övertala henne att följa med honom till Budapest. Väl i Ungern blir Reynolds kidnappad av motståndsmän som för honom till professors hemliga högkvarter.
Under tiden fångas en av Janscis män av den hemliga polisen och tvingas berätta var professorn gömmer sig. Reynolds, Julia och Jansci tillfångatas och förs till ett fängelse där de torteras av den sadistiska överste Hidas (Howard Vernon). Dom räddas av en motståndskämpe med namnet Greven som lurar kommunisterna att överlämna fångarna i hans förvar. Precis innan planen gått helt i lås upptäcks dom och Greven dödas. De tre andra tar sig till flygplatsen där ett chartrat plan väntar. Överste Hidas förföljer dom men dör i en olycka på landningsbanen. Planet lyfter till slut med Reynolds, Julia och professorn ombord. Säkra till sist.

## Rollista
| Richard Widmark           | – Michael Reynolds        |
| Sonja Ziemann             | – Julia                   |
| Charles Regnier           | – Greven                  |
| Walter Rilla              | – Jancsi                  |
| Senta Berger              | – Elsa                    |
| Howard Vernon             | – Överste Hidas           |
| Heinz Moog                | – Minister Ferenc Sakenov |
| Hubert von Meyerinck      | – Hermann Sheffler        |
| Elisabeth Neumann-Viertel | – Olga Kovac              |
| Helmut Janatsch           | – János                   |
| John Horsley              | – Jon Brainbridge         |
| Walter Wilz               | – Peter Monar             |

## Produktion
Filmen spelades in i Wien och i Zürich.
Enligt en intervju i Cinema Retro med Euan Llloyd blev producenten och stjärnan Richard Widmark missnöjd med hur Phil Karlsson hanterade manuset som Widmarks fru Jean Hazlewood skrivit; Karlsson hade slagit in på en lättare ton än vad som angivits i manus. Widmark tog därför över regin av filmen, även om Karlsson stod kvar som regissör officiellt.